# Virginia Kull
Virginia Kull, född 5 oktober 1981 i Dallas, är en amerikansk skådespelare.
Kull har bland annat medverkat i TV-serierna NOS4A2 (2019-2020) och Percy Jackson och olympierna (2023). Hon har även medverkat i filmen The Big Bend från 2022.

## Filmografi (i urval)
- 2018 – The Looming Tower (TV-serie)
- 2019–2020 – NOS4A2 (TV-serie)
- 2021 – The Big Bend
- 2023 – Percy Jackson och olympierna (TV-serie)